# Emilio Locurcio
Emilio Locurcio (Torino, 21 febbraio 1953 – Torino, 13 aprile 2021) è stato un cantautore, compositore e attore italiano.

## Biografia
Nato a Torino, fu un artista poliedrico molto attivo nella vita della città. 
Divenne noto per aver scritto e musicato nel 1977 L'Eliogabalo, album di rock progressivo e opera rock, dalle sonorità molto singolari e che vide la partecipazione di numerosi artisti musicali pop dell'epoca, come Lucio Dalla, Ron, Claudio Lolli e Teresa De Sio. La presenza dei Pierrot Lunaire e dei Crash diede un'impronta "progressive" all'album. L'intera illustrazione della copertina era opera di Locurcio.
Al cinema venne diretto da registi come Tonino Cervi, Salvatore Samperi, Alberto Sordi e Paolo Quaregna.
Nel 1989 fondò la scuola di Teatro Maigret e Magritte, un luogo che ha accolto negli anni numerosi aspiranti attori e persone in ricerca. Scrisse numerose sceneggiature teatrali, interpretate dai suoi allievi in vari teatri piemontesi. Fu anche autore di alcuni romanzi.
Locurcio morì nel 2021, vittima di complicazioni da Covid-19, insieme alla compagna e collaboratrice Luigina Dagostino. 

## Filmografia
- La nottata, regia di Tonino Cervi (1974)
- Lezioni private, regia di Vittorio De Sisti (1975)
- Sahara cross, regia di Tonino Valerii (1977)
- Il passatore – miniserie TV (1977)
- Sturmutruppen, regia di Salvatore Samperi (1976)
- I ragazzi della Roma violenta, regia di  Renato Savino  (1976)
- Dove vai in vacanza?, regia di  Alberto Sordi  (1978)
- Una donna allo specchio, regia di Paolo Quaregna (1984)

## Teatro
- La costruzione invisibile
- La Rock band del punto sublime
- Il castello degli algoritmi obesi
- Dirlo in Sillabe d'oro
- La gatta buia
- Non sono ancora capace di disegnare[6]

## Pubblicazioni
- Fuga dalla Trama (2016)
- L'isola di carta (2016)
- La noia viene solo a chi non fa Teatro (2016)
- Come imprigionare un chiaro di Luna nel bosco e portarlo a casa (2017)
- Senza sogni è una vita da idioti (2017)
- Dopo, diario corale in periodo di pandemia (2021)[7]

## Discografia

### Album
- 1977 – L'Eliogabalo